# 12 ur Sebringa
12 ur Sebringa je vsakoletna vzdržljivostna avtomobilistična dirka, ki s presledki poteka od leta 1952 na ameriškem dirkališču Sebring International Raceway pri mestu Sebring in je bila večkrat del Svetovnega prvenstva športnih dirkalnikov.

## Zmagovalci
| Leto  | Dirkača (-i)                                            | Moštvo                            | Dirkalnik                               | Razdalja                    | Prvenstvo                                                    |
| ----- | ------------------------------------------------------- | --------------------------------- | --------------------------------------- | --------------------------- | ------------------------------------------------------------ |
| 1952  | Harry Gray Larry Kulok                                  | Stuart Donaldson                  | Frazer-Nash Le Mans                     | 1213.445km                  | SCCA Nationals                                               |
| 1953  | Phil Walters John Fitch                                 | Briggs Cunningham                 | Cunningham C4R-Chrysler                 | 1447.766km                  | Svetovno prvenstvo športnih dirkalnikov                      |
| 1954  | Stirling Moss Bill Lloyd                                | Briggs Cunningham                 | O.S.C.A. MT4                            | 1405.923km                  | Svetovno prvenstvo športnih dirkalnikov                      |
| 1955  | Mike Hawthorn Phil Walters                              | Briggs Cunningham                 | Jaguar D-Type                           | 1523.083km                  | Svetovno prvenstvo športnih dirkalnikov                      |
| 1956  | Juan Manuel Fangio Eugenio Castellotti                  | Scuderia Ferrari                  | Ferrari 860 Monza                       | 1623.506km                  | Svetovno prvenstvo športnih dirkalnikov                      |
| 1957  | Jean Behra Juan Manuel Fangio                           | Maserati                          | Maserati 450S                           | 1648.612km                  | Svetovno prvenstvo športnih dirkalnikov                      |
| 1958  | Phil Hill Peter Collins                                 | Scuderia Ferrari                  | Ferrari 250 TR58                        | 1673.718km                  | Svetovno prvenstvo športnih dirkalnikov                      |
| 1959  | Dan Gurney Chuck Daigh                                  | Scuderia Ferrari                  | Ferrari 250 TR59 Fantuzzi               | 1573.295km                  | Svetovno prvenstvo športnih dirkalnikov                      |
| 1960  | Hans Herrmann Olivier Gendebien                         | Joakim Bonnier                    | Porsche 718RS                           | 1640.243km                  | Svetovno prvenstvo športnih dirkalnikov                      |
| 1961  | Phil Hill Olivier Gendebien                             | SpA Ferrari SEFAC                 | Ferrari 250 TRI/61                      | 1740.666km                  | Svetovno prvenstvo športnih dirkalnikov                      |
| 1962  | Joakim Bonnier Lucien Bianchi                           | Scuderia SSS Republica di Venezia | Ferrari 250 TRI/61                      | 1723.929km                  | Svetovno prvenstvo športnih dirkalnikov                      |
| 1963  | John Surtees Ludovico Scarfiotti                        | SpA Ferrari SEFAC                 | Ferrari 250P                            | 1749.035km                  | Svetovno prvenstvo športnih dirkalnikov                      |
| 1964  | Mike Parkes Umberto Maglioli                            | SpA Ferrari SEFAC                 | Ferrari 275P                            | 1790.878km                  | Svetovno prvenstvo športnih dirkalnikov                      |
| 1965  | Jim Hall Hap Sharp                                      | Chaparral Cars Inc.               | Chaparral 2A-Chevrolet                  | 1640.243km                  | Svetovno prvenstvo športnih dirkalnikov                      |
| 1966  | Ken Miles Lloyd Ruby                                    | Shelby American Inc.              | Ford X1 Roadster                        | 1908.038km                  | Svetovno prvenstvo športnih dirkalnikov                      |
| 1967  | Bruce McLaren Mario Andretti                            | Ford Motor Company                | Ford GT40 MkIV                          | 1991.724km                  | Svetovno prvenstvo športnih dirkalnikov                      |
| 1968  | Jo Siffert Hans Herrmann                                | Porsche Automobile Company        | Porsche 907                             | 1983.356km                  | Svetovno prvenstvo športnih dirkalnikov                      |
| 1969  | Jacky Ickx Jackie Oliver                                | J.W. Automotive Engineering       | Ford GT40 MkII                          | 2000.093km                  | Svetovno prvenstvo športnih dirkalnikov                      |
| 1970  | Ignazio Giunti Nino Vaccarella                          | SpA Ferrari SEFAC                 | Ferrari 512S                            | 2075.410km                  | Svetovno prvenstvo športnih dirkalnikov                      |
| 1971  | Vic Elford Gérard Larrousse                             | Martini Racing                    | Porsche 917K                            | 2175.833km                  | Svetovno prvenstvo športnih dirkalnikov                      |
| 1972  | Mario Andretti Jacky Ickx                               | SpA Ferrari SEFAC                 | Ferrari 312PB                           | 2167.465km                  | Svetovno prvenstvo športnih dirkalnikov                      |
| 1973  | Hurley Haywood Peter Gregg Dave Helmick                 | Dave Helmick                      | Porsche Carrera RSR                     | 1891.301km                  | IMSA GT Championship                                         |
| 1975  | Brian Redman Allan Moffat                               | BMW Motorsport                    | BMW 3.0 CSL                             | 1991.724km                  | IMSA GT Championship                                         |
| 1976  | Al Holbert Mike Keyser                                  | Holbert Porsche-Audi              | Porsche Carrera RSR                     | 1924.775km                  | IMSA GT Championship                                         |
| 1977  | George Dyer Brad Frisselle                              | George Dyer                       | Porsche Carrera RSR                     | 1958.450km                  | IMSA GT Championship                                         |
| 1978  | Brian Redman Charles Mendez Bob Garretson               | Dick Barbour Racing               | Porsche 935                             | 2008.461km                  | IMSA GT Championship                                         |
| 1979  | Bob Akin Rob McFarlin Roy Woods                         | Dick Barbour Racing               | Porsche 935                             | 2000.093km                  | IMSA GT Championship                                         |
| 1980  | John Fitzpatrick Dick Barbour                           | Dick Barbour Racing               | Porsche 935 K3                          | 2117.253km                  | IMSA GT Championship                                         |
| 1981  | Bruce Leven Hurley Haywood Al Holbert                   | Bayside Disposal Racing           | Porsche 935/80                          | 2050.304km                  | IMSA GT Championship Svetovno prvenstvo športnih dirkalnikov |
| 1982  | John Paul, Sr. John Paul, Jr.                           | JLP Racing                        | Porsche 935 JLP-3                       | 2041.936km                  | IMSA GT Championship                                         |
| 1983  | Wayne Baker Jim Mullen Kees Nierop                      | Personalized Autohaus             | Porsche 934                             | 1765.853km                  | IMSA GT Championship                                         |
| 1984  | Mauricio de Narvaez Hans Heyer Stefan Johansson         | De Varzaez Enterprises            | Porsche 935J                            | 2057.031km                  | IMSA GT Championship                                         |
| 1985  | A. J. Foyt Bob Wollek                                   | Preston Henn                      | Porsche 962                             | 2197.817km                  | IMSA GT Championship                                         |
| 1986  | Hans-Joachim Stuck Jo Gartner Bob Akin                  | Bob Akin Motor Racing             | Porsche 962                             | 2244.745km                  | IMSA GT Championship                                         |
| 1987  | Jochen Mass Bobby Rahal                                 | Bayside Disposal Racing           | Porsche 962                             | 1971.092km                  | IMSA GT Championship                                         |
| 1988  | Klaus Ludwig Hans-Joachim Stuck                         | Bayside Disposal Racing           | Porsche 962                             | 2103.380km                  | IMSA GT Championship                                         |
| 1989  | Geoff Brabham Chip Robinson Arie Luyendyk               | Electramotive Engineering         | Nissan GTP ZX-Turbo                     | 2182.753km                  | IMSA GT Championship                                         |
| 1990  | Derek Daly Bob Earl                                     | Nissan Performance Technology     | Nissan GTP ZX-Turbo                     | 1990.936km                  | IMSA GT Championship                                         |
| 1991  | Derek Daly Geoff Brabham Gary Brabham                   | Nissan Performance Technology     | Nissan NPT-90                           | 1774.463km                  | IMSA GT Championship                                         |
| 1992  | Juan Manuel Fangio II Andy Wallace                      | All American Racers               | Eagle MkIII-Toyota                      | 2143.646km                  | IMSA GT Championship                                         |
| 1993  | Juan Manuel Fangio II Andy Wallace                      | All American Racers               | Eagle MkIII-Toyota                      | 1369.552km†                 | IMSA GT Championship                                         |
| 1994  | Steve Millen Johnny O'Connell John Morton               | Clayton Cunningham Racing         | Nissan 300ZX                            | 1947.145km                  | IMSA GT Championship                                         |
| 1995  | Andy Evans Fermín Vélez Eric van de Poele               | Scandia Motorsports               | Ferrari 333 SP                          | 1548.189km†                 | IMSA GT Championship                                         |
| 1996  | Wayne Taylor Jim Pace Eric van de Poele                 | Doyle Racing                      | Riley & Scott MkIII-Oldsmobile          | 1935.075km                  | IMSA GT Championship                                         |
| 1997  | Andy Evans Fermín Vélez Yannick Dalmas Stefan Johansson | Team Scandia                      | Ferrari 333 SP                          | 1628.012km†                 | IMSA GT Championship                                         |
| 1998  | Didier Theys Gianpiero Moretti Mauro Baldi              | MOMO Doran Racing                 | Ferrari 333 SP                          | 1925.178km                  | IMSA GT Championship                                         |
| 1999  | Tom Kristensen JJ Lehto Jörg Müller                     | BMW Motorsport                    | BMW V12 LMR                             | 1863.781km                  | American Le Mans Series                                      |
| 2000  | Frank Biela Tom Kristensen Emanuele Pirro               | Audi Sport North America          | Audi R8                                 | 2143.646km                  | American Le Mans Series                                      |
| 2001  | Rinaldo Capello Michele Alboreto Laurent Aïello         | Audi Sport North America          | Audi R8                                 | 2203.192km                  | American Le Mans Series European Le Mans Series              |
| 2002  | Rinaldo Capello Christian Pescatori Johnny Herbert      | Audi Sport North America          | Audi R8                                 | 2060.282km                  | American Le Mans Series                                      |
| 2003] | Frank Biela Marco Werner Philipp Peter                  | Infineon Team Joest               | Audi R8                                 | 2185.328km                  | American Le Mans Series                                      |
| 2004  | Allan McNish Frank Biela Pierre Kaffer                  | Audi Sport UK Team Veloqx         | Audi R8                                 | 2084.101km                  | American Le Mans Series                                      |
| 2005  | JJ Lehto Marco Werner Tom Kristensen                    | ADT Champion Racing               | Audi R8                                 | 2149.601km                  | American Le Mans Series                                      |
| 2006  | Tom Kristensen Allan McNish Rinaldo Capello             | Audi Sport North America          | Audi R10 (Diesel)                       | 2078.145km                  | American Le Mans Series                                      |
| 2007  | Frank Biela Emanuele Pirro Marco Werner                 | Audi Sport North America          | Audi R10 (Diesel)                       |                             | American Le Mans Series                                      |
| 2008  | Timo Bernhard Romain Dumas Emmanuel Collard             | Penske Racing                     | Porsche RS Spyder                       | 208.845 km (129.770 mi)     | American Le Mans Series                                      |
| 2009  | Tom Kristensen Rinaldo Capello Allan McNish             | Audi Sport Team Joest             | Audi R15 TDI (Diesel)                   | 227.885 km (141.601 mi)C    | American Le Mans Series                                      |
| 2010  | Anthony Davidson Marc Gené Alexander Wurz               | Team Peugeot Total                | Peugeot 908 HDi FAP (Diesel)            | 2.185.328 km (1.357.900 mi) | American Le Mans Series                                      |
| 2011  | Loïc Duval Nicolas Lapierre Olivier Panis               | Team Oreca Matmut                 | Peugeot 908 HDi FAP (Diesel)            | 19.754 km (12.275 mi)       | American Le Mans Series Intercontinental Le Mans Cup         |
| 2012  | Tom Kristensen Rinaldo Capello Allan McNish             | Audi Sport Team Joest             | Audi R18 TDI (Diesel)                   | 19.338 km (12.016 mi)       | Svetovno vzdržljivostno prvenstvo American Le Mans Series    |
| 2013  | Marcel Fässler Benoît Tréluyer Oliver Jarvis            | Audi Sport Team Joest             | Audi R18 e-tron quattro (hybrid diesel) | 21.913 km (13.616 mi)       | American Le Mans Series                                      |
| 2014  | Marino Franchitti Scott Pruett Memo Rojas               | Chip Ganassi Racing               | Riley Mk XXVI-Ford Ecoboost             | 17.511 km (10.881 mi)       | United SportsCar Championship                                |
| 2015  | Sébastien Bourdais João Barbosa Christian Fittipaldi    | Action Express Racing             | Coyote-Corvette DP                      | 20.464 km (12.716 mi)       | United SportsCar Championship                                |
| 2016  | Pipo Derani Scott Sharp Ed Brown Johannes van Overbeek  | Tequila Patrón ESM                | Ligier JS P2-Honda                      | 143.251 km (89.012 mi)B     | IMSA WeatherTech SportsCar Championship                      |
| 2017  | Alex Lynn Ricky Taylor Jordan Taylor                    | Wayne Taylor Racing               | Cadillac DPi.V-R                        | 209.459 km (130.152 mi)     | IMSA WeatherTech SportsCar Championship                      |
| 2018  | Johannes van Overbeek Nicolas Lapierre Pipo Derani      | Tequila Patrón ESM                | Nissan DPi                              | 207.088 km (128.679 mi)     | IMSA WeatherTech SportsCar Championship                      |

† - Dirka je bila predčasno prekinjena zaradi hude nesreče ali slabega vremena.